# Darryl Tapp
Darryl Anthony Tapp (Portsmouth, 13 settembre 1984) è un ex giocatore di football americano e allenatore di football americano statunitense che ha militato nel ruolo di defensive end nella National Football League (NFL). Dal 2021 è assistente allenatore della linea difensiva dei San Francisco 49ers.

## Carriera

### Seattle Seahawks
Al college Tapp giocò a football a Virginia Tech. Fu scelto nel corso del secondo giro (63º assoluto) del Draft NFL 2006 dai Seattle Seahawks. Nella sua stagione da rookie giocò negli special team e fu parte della rotazione dei defensive end. Totalizzò 33 tackle, 3 sack, un fumble forzato, un intercetto e un touchdown. Nel 2007 vide aumentare il proprio minutaggio dal momento che il defensive end sinistro titolare titolare Grant Wistrom fu svincolato e quello destro, Bryce Fisher, fu scambiato con i Tennessee Titans. Chiuse l'annata disputando tutte le 16 partite giocando nel lato opposto a Patrick Kerney, facendo registrare 49 placcaggi, 7 sack e un intercetto. L'11 ottobre 2007 mise a segno 4 sack, un primato personale, e forzò un fumble contro i St. Louis Rams. Due settimane dopo fece registrare un intercetto sul quarterback dei Cleveland Browns Derek Anderson.
Il 25 dicembre 2009 il quarterback dei Green Bay Packers Aaron Rodgers accusò Tapp di averlo morso al braccio sinistro durante una partita del 2008.

### Philadelphia Eagles
Il 16 marzo 2010 i Seahawks scambiarono Tapp con i Philadelphia Eagles per Chris Clemons e una scelta del quarto giro del 2010. Due giorni dopo firmò un contratto triennale. Il primo sack con la nuova squadra fu sul quarterback dei Jacksonville Jaguars David Garrard. Il 9 gennaio 2011 Tapp mise a segno il suo primo sack nei playoff ai danni di Aaron Rodgers.

### Washington Redskins
Il 28 marzo 2013 Tapp firmò un contratto di un anno con i Washington Redskins. Il 29 settembre mise a segno il primo sack con I Redskins nella gara contro gli Oakland Raiders placcando Matt Flynn.

### Detroit Lions
Il 13 marzo 2014 Tapp firmò un contratto di un anno con i Detroit Lions. IL 30 agosto 2014 fu svincolato. Il 2 marzo 2015 firmò un altro contratto di un anno con i Lions.

### New Orleans Saints
Il 6 luglio 2016 Tapp firmò con i New Orleans Saints. Il 3 settembre fu svincolato ma rifirmò due giorni dopo.
Il 23 marzo 2017 Tapp firmò un nuovo contratto con i Saints. Fu svincolato il 5 settembre 2017,

### Tampa Bay Buccaneers
Il 25 ottobre 2017 Tapp firmò con i Tampa Bay Buccaneers. Fu svincolato il 28 novembre 2017.